# Kreuzhang

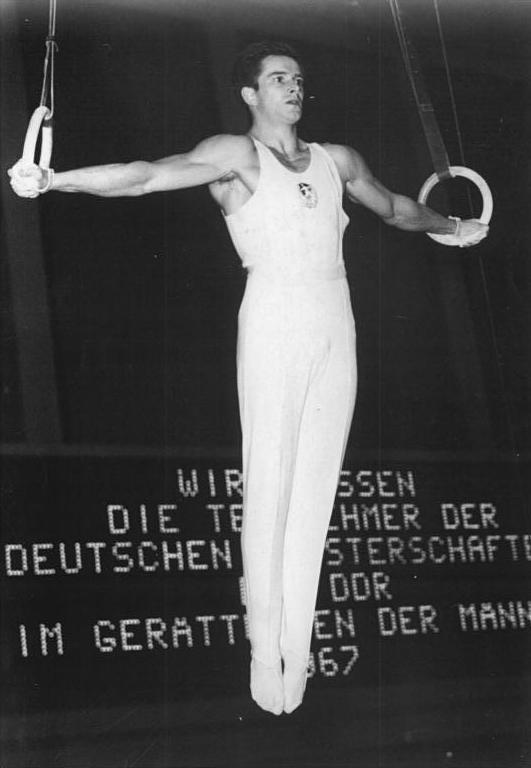
Kreuzhang

Der Kreuzhang (terminologisch korrekt Kreuzstütz) ist ein Krafthalteelement am Turngerät Ringe.
Das Element wird im Code de Pointage (CdP), den offiziellen Wertungsvorschriften der Männer, bei den Kraft- und Halteelementen (Elementgruppe II) aufgeführt. Es ist ein B-Wertteil und hat einen Schwierigkeitswert von 0,20. Die Schwierigkeitswerte im Kunstturnen reichen von 0,10 für ein A-Wertteil bis hin zu 0,90 für ein I-Wertteil (Höchstschwierigkeit).

## Terminologie
Die Bezeichnung Kreuzhang ist ein Konventionalausdruck, der vom Internationalen Turnerbund festgelegt und in die internationalen Wertungsvorschriften aufgenommen wurde. Da man immer dann von Stützverhalten spricht, wenn sich die Schulterachse über der Gerätachse befindet und die Arme Druck auf das Gerät ausüben, lautet die terminologisch korrekte Bezeichnung Kreuzstütz. 

## Technik
Das Element kann aus unterschiedlichen Positionen eingenommen werden. Befindet sich der Turner im Stütz, senkt er seinen Körper mit gestreckten Armen in die Seithalte. Bei perfekter Halteposition sind die Arme um etwa 90 ° abduziert. Die Schultern befinden sich demnach ungefähr auf Griffhöhe. Die Fußspitzen zeigen in Richtung Landematte. Diese vollständig ruhige Position muss zwei Sekunden gehalten werden. Der Übergriff, also eine Griffart, bei der der Turner mit den Händen so weit in die Ringe hineingreift, dass er nicht mehr nur mit den Händen, sondern mit dem Handgelenk oder sogar mit dem Unterarm stützt, ist nicht zugelassen.

## Bewertung

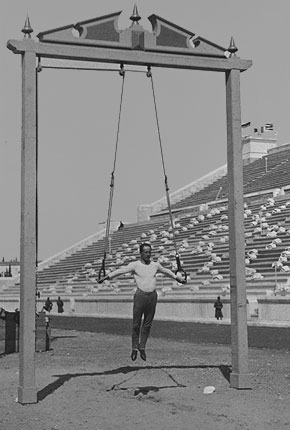
Hermann Weingärtner zeigt bei den Olympischen Spielen 1896 einen Kreuzhang.

Für Winkelabweichungen von der perfekten Halteposition werden Punkte abgezogen. Bei diesem Element bestimmt die Winkelabweichung von der perfekten Halteposition den Grad des technischen Fehlers und den dazugehörigen technischen Punkteabzug. Eine leichte Abweichung (bis 15°) stellt einen kleinen Fehler dar, der zu einem Abzug von 0,10 Punkten führt. Mittlere (16–30°) und große Abweichungen (über 30°) werden mit Abzügen von 0,20 bzw. 0,30 Punkten geahndet. Beträgt die Abweichung mehr als 45°, wird das Element vom für den Inhalt der Übung zuständigen D-Kampfgericht nicht anerkannt. Wird das Element keine vollen zwei Sekunden gehalten, werden 0,20 Punkte abgezogen. Kommt es gar nicht zum Halt, wird das Element nicht anerkannt. Sind Arme, Beine oder der Oberkörper nicht gestreckt oder werden Haltungskorrekturen vorgenommen, führt dies ebenfalls zu einem Punkteabzug.

## Beteiligte Muskeln
Beim Kreuzhang werden primär der Musculus pectoralis major, M. latissimus dorsi sowie die gesamte Schultermuskulatur beansprucht. Stabilisierende Funktion haben M. trapezius, M. rhomboideus major sowie M. rhomboideus minor.

## Varianten
Der Kreuzhang kann auch mit Vorhalte der Beine (Kreuzwinkelstütz) oder mit Halt im Spitzwinkel (Kreuzspitzwinkelstütz) geturnt werden. Der Kreuzwinkelstütz ist dasselbe Element wie der Kreuzhang mit gestrecktem Körper und hat somit einen Schwierigkeitswert von 0,20. Der Kreuzspitzwinkelstütz ist ein C-Wertteil mit einem Schwierigkeitswert von 0,30.
Es gibt zahlreiche weitere Elemente, die den Kreuzhang beinhalten. So beinhaltet die Elementgruppe III Elemente, bei denen aus einem Schwungelement ein Krafthalteelement eingenommen wird. Elemente dieser Gruppe sind beispielsweise: Kippe in den Kreuzhang (C-Wertteil, 0,30); Stemme rückwärts in den Kreuzhang (C-Wertteil, 0,30); Salto vorwärts zwischen den Ringen direkt in den Kreuzhang (D-Wertteil, 0,40).
Weitere Elemente der Gruppe II (Kraft- und Halteelemente) sind u. a.: Aus dem Hang, Zugstemme mit gestreckten Armen in den Kreuzhang (D-Wertteil, 0,40); Aus dem Stütz, langsames Senken mit gestreckten Armen in den Hang, Zugstemme mit gestreckten Armen in den Kreuzhang (C-Wertteil, 0,30); Aus dem Kopfkreuz, langsames Senken in den Sturzhang und langsame Felge rückwärts in den Kreuzhang (D-Wertteil, 0,40).